# Jacques Necker
Jacques Necker (ur. 30 września 1732 w Genewie, zm. 9 kwietnia 1804 w Coppet w Szwajcarii) – genewski finansista i polityk, w latach 1789–1790 pierwszy minister króla francuskiego Ludwika XVI Burbona.

## Życiorys
Współcześni uważali Neckera za geniusza ekonomii, choć tak naprawdę umiał on rozwiązywać jedynie doraźne problemy ekonomiczne, posługując się metodą zaciągania pożyczek u bankierów, wśród których miał liczne znajomości. Jego ponowne zwolnienie z urzędu generalnego kontrolera finansów, mimo iż uzasadnione, wywołało prawdziwą burzę wśród mieszczan Paryża i kryzys zaufania do monarchii.
Jacques Necker był ojcem Anne-Louise Germaine Necker (1766–1817) – baronowej de Staël‐Holstein, francuskiej pisarki i krytyk literackiej, znanej jako Madame de Staël.

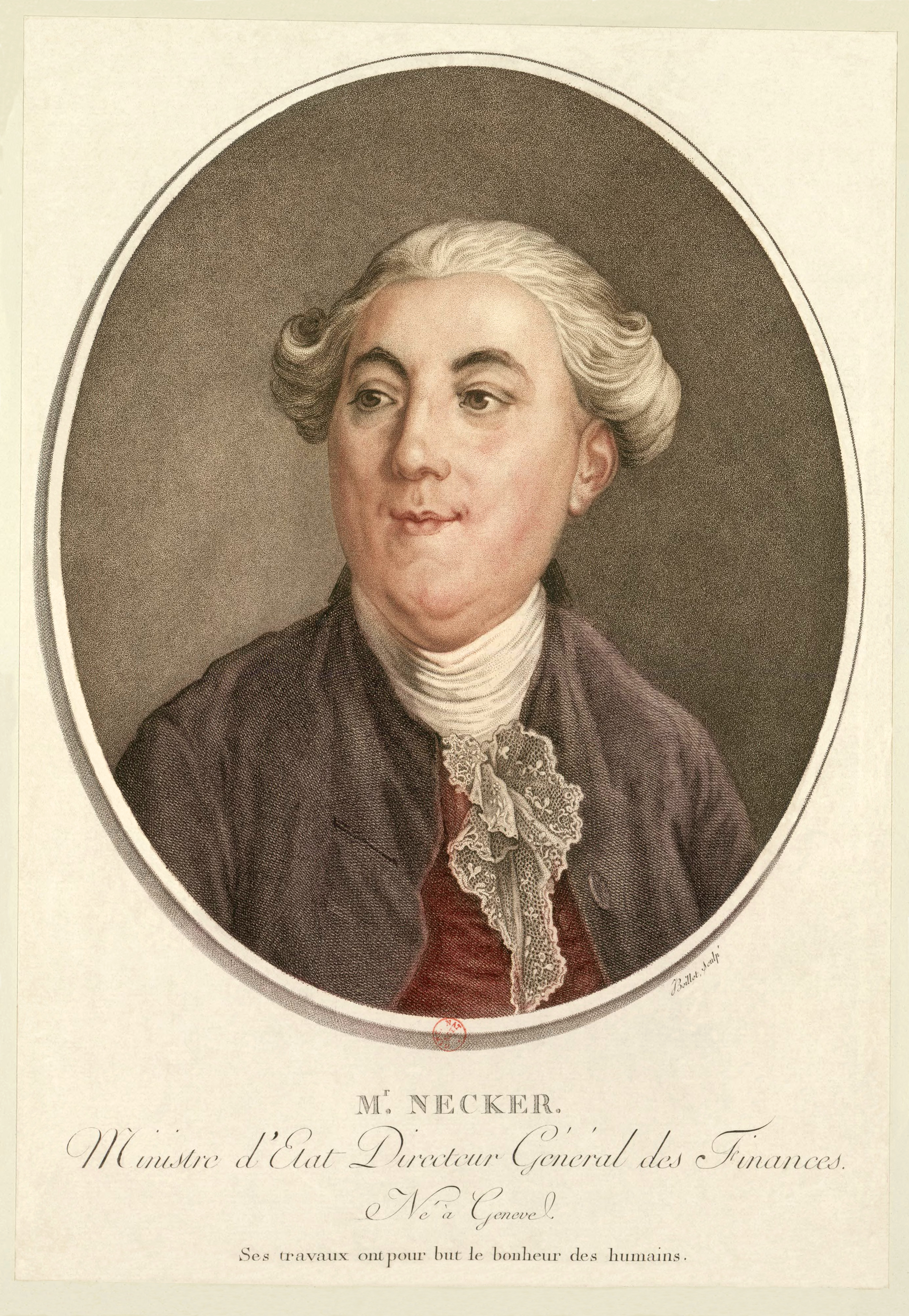
Jacques Necker

## Dzieła
- Réponse au mémoire de M. l'abbé Morellet sur la Compagnie des Indes, 1769
- Éloge de Jean-Baptiste Colbert, 1773
- Sur la Législation et le commerce des grains, 1775
- Mémoire au roi sur l'établissement des administrations provinciales, 1776
- Lettre au roi, 1777
- Compte rendu au roi, 1781
- De l'Administration des finances de la France, 1784, 3 vol. in-8°
- Correspondance de M. Necker avec M. de Calonne. (29 janvier-28 février 1787), 1787
- De l'importance des opinions religieuses, 1788
- De la Morale naturelle, suivie du Bonheur des sots, 1788
- Supplément nécessaire à l'importance des opinions religieuses, 1788
- Sur le compte rendu au roi en 1781 : nouveaux éclaircissements, 1788
- Rapport fait au roi dans son conseil par le ministre des finances, 1789
- Derniers conseils au roi, 1789
- Hommage de M. Necker à la nation française, 1789
- Observations sur l'avant-propos du « Livre rouge », v. 1790
- Opinion relativement au décret de l'Assemblée nationale, concernant les titres, les noms et les armoiries, v. 1790
- Sur l'administration de M. Necker, 1791
- Réflexions présentées à la nation française sur le procès intenté à Louis XVI, 1792
- Du pouvoir exécutif dans les grands États, 1792
- De la Révolution française, 1796
- Cours de morale religieuse, 1800
- Dernières vues de politique et de finance, offertes à la Nation française, 1802
- Histoire de la Révolution française, depuis l'Assemblée des notables jusques et y compris la journée du 13 vendémiaire an IV (18 octobre 1795), 1821